# Michael Lilander
Michael Lilander (sinh 20 tháng 6 năm 1997) là một cầu thủ bóng đá Estonia thi đấu ở vị trí hậu vệ trái cho câu lạc bộ Flora và đội tuyển quốc gia Estonia.

## Sự nghiệp quốc tế
Lilander ra mắt quốc tế cho Estonia ngày 23 tháng 11 năm 2017, trong chiến thắng 1–0 trước Vanuatu trong trận giao hữu.